# Cycloramphus lutzorum
Cycloramphus lutzorum é uma espécie de anfíbio  da família Cycloramphidae.
É endémica do Brasil.
Os seus habitats naturais são: florestas subtropicais ou tropicais húmidas de baixa altitude, rios e áreas rochosas.
Está ameaçada por perda de habitat.